# Açude Sumé
Açude Sumé är en reservoar i Brasilien.   Den ligger i delstaten Paraíba, i den östra delen av landet, 1 500 kilometer nordost om huvudstaden Brasília. Açude Sumé ligger 521 meter över havet.
Omgivningarna runt Açude Sumé är huvudsakligen savann. Runt Açude Sumé är det glesbefolkat, med 18 invånare per kvadratkilometer.